# Llista d'episodis de Julie Lescaut
La llista d'episodis de Julie Lescaut inclou tots els lliuraments d'aquesta popular sèrie de televisió francesa, emesos per la cadena TF1 a partir del 9 de gener de 1992.

## Primera temporada (1992)
1. Julie Lescaut (realització : Caroline Huppert) - Primera difusió a TF1: 9 de gener de 1992 (1)

## Segona temporada (1993)
1. Police des viols (La Policia de les violacions); amb Jean-Laurent Cochet (realització : Caroline Huppert) - Primera difusió a TF1: 6 de maig de 1993 (2)
2. Harcèlements (Assetjaments); amb François Berléand al paper de Béchard: (realització : Caroline Huppert) - Primera difusió a TF1: 3 de juny de 1993 (3)
3. Trafics (Tràfics); amb Jeanne Balibar (realització : Josée Dayan) - Primera difusió a TF1: 7 d'octubre de 1993 (4)

## Tercera temporada (1994)
1. Ville haute, ville basse (Ciutat alta, ciutat baixa); amb Corinne Le Poulain(realització : Josée Dayan) - Primera difusió a TF1 : 6 de gener de 1994 (5)
2. Rapt (Rapte) (realització : Elisabeth Rappeneau) - Primera difusió a TF1 : 3 de febrer de 1994 (6)
3. La Mort en rose (La Mort en rosa); amb Marc Betton (realització : Elisabeth Rappeneau) - Primera difusió a TF1 : 3 de març de 1994 (7)
4. Tableau noir (Pissarra negra) (realització : Josée Dayan) - Primera difusió a TF1 : 5 de maig de 1994 (8)
5. Ruptures (Ruptures) (realització: Josée Dayan) - Primera difusió a TF1 : 9 de juny de 1994 (9)
6. L'Enfant témoin (L'infant testimoni) (realització: Bettina Woernle) - Primera difusió a TF1 : 3 d'octubre de 1994 (10)
7. Charité bien ordonnée (Caritat ben ordenada) (realització: Yvan Butler) - Primera difusió a TF1 : 31 d'octubre de 1994 (11)

## Quarta temporada (1995)
1. Rumeurs (Rumors); amb Claude Jade al paper d'Estelle Toulouse (realització: Marion Sarraut) - Primera difusió a TF1 : 16 de febrer de 1995 (12)
2. Week-end (Cap de setmana) (realització: Marion Sarraut) - Primera difusió a TF1 : 30 de març de 1995 (13)
3. Recours en grâce (Recurs de gràcia); amb Dora Doll al paper d'Antoinette Leroy (realització: Joyce Buñuel) - Primera difusió a TF1 : 18 de maig de 1995 (14)
4. La fiancée assassinée (La promesa assassinada) (realització: Elisabeth Rappeneau) - Primera difusió a TF1: 28 de setembre de 1995 (15)
5. Double rousse (Poli doble) (realització: Elisabeth Rappeneau) Primera difusió a TF1 : 19 d'octubre de 1995 (16)
6. Bizutage (Patentes) (realització: Alain Bonnot) - Primera difusió a TF1: 23 de novembre de 1995 (17)

## Cinquena temporada (1996)
1. Propagande noire (Propaganda negra); amb Rufus al paper de Bellanger (realització: Alain Bonnot) - Primera difusió a TF1: 29 de febrer de 1996 (18)
2. Crédit revolver (Crèdit exprés)(realització: Josée Dayan) - Primera difusió a TF1: 28 de març de 1996 (19)
3. La Fête des mères (El dia de la mare); amb Myriam Boyer (realització : Josée Dayan) - Primera difusió a TF1: 25 d'abril de 1996 (20)
4. Femmes en danger (Dones en perill) (realització : Jacob Berger) - Primera difusió a TF1: 3 d'octubre de 1996 (21)
5. Le Secret des origines (El secret dels orígens) (realització: Josée Dayan) - Primera difusió a TF1: 7 de novembre de 1996 (22)

## Sisena temporada (1997)
1. Travail fantôme (Feina fantasma) (realització : Alain Wermus) - Primera difusió a TF1 : 13 de març de 1997 (23)
2. Abus de pouvoir (Abús de poder) (realització : Alain Wermus) - Primera difusió a TF1 : 17 d'abril de 1997 (24)
3. Cellules mortelles (Cèl·lules mortals) (realització : Carlotte Brandstrom) - Primera difusió a TF1 : 25 de setembre de 1997 (25)
4. Mort d'un petit soldat (Mort d'un petit soldat) (realització : Carlotte Brandstrom) - Primera difusió a TF1 : 23 d'octubre de 1997 (26)
5. Question de confiance (Qüestió de confiança) (realització : Alain Wermus) - Primera difusió a TF1 : 20 de novembre de 1997 (27)

## Setena temporada (1998)
1. Les Fugitives (Els fugitius) (realització : Alain Wermus) - Primera difusió a TF1 : 16 d'abril de 1998 (28)
2. Bal masqué (Ball de màscares); amb Audrey Tautou (realització : Gilles Béhat) - Primera difusió a TF1 : 24 de setembre de 1998 (29)
3. Piège pour un flic (Parany a un poli) (realització : Pascale Dallet) - Primera difusió a TF1 : 26 de novembre de 1998 (30)

## Vuitena temporada (1999)
1. Arrêt de travail (Aturada) (realització : Pascale Dallet) - Primera difusió a TF1 : 18 de febrer de 1999) (31)
2. Interdit au public (Prohibit passar) (realització : Gilles Béhat) - Primera difusió a TF1 : 29 d'abril de 1999) (32)
3. L'affaire Darzac (El cas Darzac) (realització : Alain Wermus) - Primera difusió a TF1 : 28 d'octubre de 1999 (33)

## Novena temporada (2000)
1. L'école du crime (L'escola del crim) (realització : Alain Wermus) - Primera difusió a TF1 : 17 de febrer de 2000 (34)
2. Délit de justice (Delicte de justícia) (realització : Daniel Janneau) - Primera difusió a TF1 : 23 de març de 2000 (35)
3. Les Surdoués (Els superdotats) (realització : Stéphane Kurc) - Primera difusió a TF1 : 27 d'abril de 2000 (36)
4. L'Inconnue de la nationale (La desconeguda de la nacional) (realització : Daniel Janneau) - Primera difusió a TF1 : 25 de maig de 2000 (37)
5. L'ex de Julie (L'ex de la Julie) (realització : Pascale Dallet) - Primera difusió a TF1 : 31 d'agost de 2000 (38)
6. Destins croisés (Destins creuats) - Primera difusió a TF1 : 28 de setembre de 2000 (39)
7. La Mort de Jeanne (La mort de la Jeanne) (realització : Daniel Janneau) - Primera difusió a TF1 : 26 d'octubre de 2000 (40)
8. Soupçon d'euthanasie (Sospita d'eutanàsia) (realització : Pascale Dallet) - Primera difusió a TF1 : 30 de novembre de 2000 (41)

## Desena temporada (2001)
1. Le Secret de Julie (El secret de la Julie) (realització : Alain Wermus) - Primera difusió a TF1 : 15 de març de 2001 (42)
2. La Nuit la plus longue (La nit més llarga) (realització : Pierre Akinine) - Primera difusió a TF1 : 19 d'abril de 2001 (43)
3. À couteaux tirés (A mata-degolla) (realització : Pierre Akinine) - Primera difusió a TF1 : 3 de maig de 2001 (44)
4. Beauté fatale (Bellesa fatal) (realització : Alain Wermus) - Primera difusió a TF1 : 31 de maig de 2001 (45)
5. Disparitions (Desaparicions) (realització : Alain Wermus) - Primera difusió a TF1 : 5 de juliol de 2001 (46)
6. Récidive (El reincident) (realització : Vicent Monnet) - Primera difusió a TF1 : 18 d'octubre de 2001 (47)

## Onzena temporada (2002)
1. Une jeune fille en danger (Una noia en perill) (realització : Klaus Biedermann) - Primera difusió a TF1 : 2 de maig de 2002 (48)
2. Amour blessé (Amor ferit) (realització : Klaus Biedermann) - Primera difusió a TF1 : 4 de juliol de 2002 (49)
3. Jamais deux sans trois (Mai dos sense tres) (realització : Alain Wermus) - Primera difusió a TF1 : 5 de setembre de 2002 (50)
4. Pirates (Pirates) (realització : Pascale Dallet) - Primera difusió a TF1 : 1 de novembre de 2002 (51)

## Dotzena temporada (2003)
1. Vengeances (Venjances) (realització : Bernard Uzan) - Primera difusió a TF1 : 18 de febrer de 2003 (52)
2. La Tentation de Julie (La temptació de la Julié) (realització : Klaus Biedermann) - Primera difusió a TF1 : 24 d'abril de 2003 (53)
3. Le Voyeur (El voyeur) (realització : Alain Wermus) - Primera difusió a TF1 : 15 de maig de 2003 (54)
4. Soupçons (Sospites) (realització : Pascale Dallet) - Primera difusió a TF1 : 12 de juny de 2003 (55)
5. Hors-la-loi (Fora de la llei) (realització : Bernard Uzan) - Primera difusió a TF1 : 13 de novembre de 2003 (56)

## Tretzena temporada (2004)
1. Un homme disparaît (Un home desapareix) (realització : Alain Wermus) - Primera difusió a TF1 : 26 de febrer de 2004 (57)
2. Un meurtre peut en cacher un autre (Un mort en pot amagar un altre) - (realització : Alain Wermus) - Primera difusió a TF1 : 25 de març de 2004 (58)
3. Secrets d'enfants (Secrets de nens) (realització : Dominique Tabuteau) - Primera difusió a TF1 : 3 de juny de 2004 (59)
4. Mauvais Fils (El mal fill) (realització : Alain Wermus) - Primera difusió a TF1 : 24 de juny de 2004 (60)
5. Affaire privée (Assumpte privat) (realització : Dominique Tabuteau) - Primera difusió a TF1 : 9 de setembre de 2004 (61)
6. Sans pardon (Sense perdó) (realització : Luc Goldenberg) - Primera difusió a TF1 : 7 d'octubre de 2004 (62)
7. L'Affaire Lerner (El cas Lerner) (realització : Luc Goldenberg) - Primera difusió a TF1 : 28 d'octubre de 2004 (63)
8. Double vie (Doble vida) (realització : Bernard Uzan) - Primera difusió a TF1 : 18 de novembre de 2004 (64)

## Catorzena temporada (2005)
1. L'Orphelin (L'orfe) (realització : Alain Wermus) - Primera difusió a TF1 : 24 de febrer de 2005 (65)
2. Mission spéciale (Missió especial) (realització : Bernard Uzan) - Primera difusió a TF1 : 21 d'abril de 2005 (66)
3. Justice est faite (S'ha fet justícia) (realització : Luc Goldenberg) - Primera difusió a TF1 : 1 de setembre de 2005 (67)
4. Frères d'arme (Germans d'armes) (realització : Luc Goldenberg) - Primera difusió a TF1 : 29 de setembre de 2005 (68)
5. Faux semblants (Falses aparences) (realització : Alain Wermus) - Primera difusió a TF1 : 16 d'octubre de 2005 (69)
6. Instinct paternel (Instint paternal) (realització : Alain Wermus) - Primera difusió a TF1 : 27 de novembre de 2005 (70)
7. Une affaire jugée (Un cas jutjat) (realització : Daniel Janneau) - Primera difusió a TF1 : 22 de desembre de 2005 (71)

## Quinzena temporada (2006)
1. Dangereuses rencontres (Trobades perilloses) (realització : Daniel Janneau) - Primera difusió a TF1 : 12 de gener de 2006 (72)
2. L'affaire du procureur (L'amant del procurador) (realització : Daniel Janneau) - Primera difusió a TF1 : 2006 (73)
3. Le droit de tuer (El dret de matar) (realització : Daniel Janneau) - Primera difusió a TF1 : 8 d'octubre de 2006 (74)

## Setzena temporada (2007)
1. Ecart de conduite (Conducta esbiaixada); amb Elisa Servier i Stéphane Henon (realització : Daniel Janneau) - Primera difusió a TF1 : 25 de febrer de 2007 (75)
2. Une nouvelle vie (Una nova vida) (realització : Daniel Janneau) - Primera difusió a TF1 : 15 de març de 2007 (76)

## Dissetena temporada (2008)
1. Julie à Paris (La Julie a París) (realització : Eric Summer) - Primera difusió a TF1 : 3 de gener de 2008 (77)
2. Défendre jusqu'au bout (Defensar fins al final) (realització : Eric Summer) - Primera difusió a TF1 : 17 de gener de 2008 (78)
3. Prédateurs (Depredadors) (realització : Jean-Michel Fages) - Primera difusió a TF1 : 25 de setembre de 2008 (79)
4. Alerte Enlèvement (Alerta de segrest) (realització : Pierre Aknine) - Primera difusió a TF1 : 13 de novembre de 2008 (80)

## Divuitena temporada (2009)
1. Fragiles (Fràgils) (realització : Jean-Michel Fages) - Primera difusió a TF1 : 2 de gener de 2009 (81)
2. Volontaires (Voluntaris) (realització : Jean-Michel Fages) - Primera difusió a TF1 : 5 de març de 2009 (82)
3. Les intouchables (Els intocables) (realització : Alain Choquart) - Primera difusió a TF1 : 29 d'agost de 2009 (83)
4. Passions aveugles (Passions cegues) (realització : Alain Choquart) - Primera difusió a TF1 : 17 de setembre de 2009 (84)

## Dinovena temporada (2010)
1. La morte invisible (La morta invisible) (realització : Thierry Petit) - Primera difusió a TF1 : 14 de gener de 2010 (85)
2. Contre la montre (Contra rellotge) (realització : Jérôme Navarro) - Primera difusió a TF1 : 18 de febrer de 2010 (86)
3. Rédemption (Redempció) (realització : Dominique Tabuteau) - Primera difusió a TF1 : 6 de març de 2010 (87)

## Vintena temporada (2011)[2]
1. Immunité diplomatique (Immunitat diplomàtica) (realització : Didier Delaître) - Primera difusió a TF1 : 6 de gener de 2011 (88)
2. Sortie de Seine (Sortida al Sena) (realització : Christophe Barbier) - Primera difusió a TF1 : 13 de gener de 2011 (89)
3. La mariée du Pont Neuf (La núvia del Pont-Neuf) (realització : Thierry Petit) - Primera difusió a TF1 : 2 de juny de 2011 (90)
4. Faux coupable (Fals culpable) (realització : Thierry Petit) - Primera difusió a TF1 : 1 de desembre de 2011 (91)
5. Pour solde de tous comptes (Liquidació de comptes) (realització : Thierry Petit) - Primera difusió a TF1 : 8 de desembre de 2011 (92)
6. Les risques du métier (Gangues de l'ofici) (realització : Christian Bonnet) - Primera difusió a TF1 : 15 de desembre de 2011 (93)

## Vint-i-unena temporada (2012)[3]
1. Pauvre petite fille riche (Pobreta nena rica) (realització : Alain Choquart) - Primera difusió a TF1 : 5 de gener de 2012 (94)
2. Cougar (Cougar) (realització : (Christian Bonnet) - Primera difusió a TF1 : 6 de desembre de 2012 (95)
3. L'aveu (La confessió) (realització : (Christian Bonnet) - Primera difusió a TF1 : 13 de desembre de 2012 (96)
4. Sortez les violons (Que surtin els violins) (realització: Alain Choquart) - Primer difusió a TF1 : 20 de desembre de 2012 (97)

## Vint-i-dosena temporada (2013-14)[4]
1. Les disparus (Els desapareguts) (realització: Alain Choquart) - Primera difusió a TF1 : 2 de gener de 2014 (98)
2. L'ami perdu (L'amic perdut) (realització: René Manzor) - Primera difusió a TF1 : 9 de gener de 2014 (99)
3. Tragédie (Tragèdia) (realització: René Manzor) - Primera difusió a TF1 : 16 de gener de 2014 (100)
4. Mère et Filles (Mare i filles) (realització: René Manzor) - Primera difusió a TF1 : 23 de gener de 2014 (101)